# Plaza de Zubieta
La plaza de Zubieta es un espacio público de la ciudad española de San Sebastián.

## Descripción
La plaza está encerrada por la calle homónima y la de San Martín. Obtuvo el título en septiembre de 1866, y honra con él a la población de Zubieta, actual barrio, cuyos vecinos acordaron acometer la reconstrucción de San Sebastián tras los destrozos sufridos durante el asedio de 1813. El espacio aparece descrito en Las calles de San Sebastián (1916) de Serapio Múgica Zufiria con las siguientes palabras:

Plaza de Zubieta.—Por acuerdo de 12 de Septiembre de 1866, se dispuso titular así el espacio que quedaba en la calle de igual nombre, por las mismas razones que se expresan al tratar de la «Calle de Zubieta». Al igual de lo que hemos dicho al tratar de la Plaza de Easo, también en este caso, origina muchas dificultades que lleven una misma denominación la Calle y la Plaza, y aunque se ha tratado en distintas ocasiones de poner término a las ambigüedades a que da lugar esta identidad de nombres, ello es que no hay acuerdo que dé solución al asunto.
(Múgica Zufiria, 1916, p. 168)